# Ustilago trichophora
Ustilago trichophora (Link) Kunze – gatunek grzybów z rodziny głowniowatych (Ustilaginaceae). Grzyb mikroskopijny, pasożytujący na chwastnicy jednostronnej i powodujący u niej grzybową chorobę o nazwie głownia chwastnicy.

## Systematyka i nazewnictwo
Pozycja w klasyfikacji według Index Fungorum: Ustilago, Ustilaginaceae, Ustilaginales, Ustilaginomycetidae, Ustilaginomycetes, Ustilaginomycotina, Basidiomycota, Fungi.
Po raz pierwszy takson ten opisał w 1825 r. Johann Heinrich Friedrich Link nadając mu nazwę Caeoma trichophora. Obecną, uznaną przez Index Fungorum nazwę nadał mu w 1830 r. Gustav Kunze.
Synonimy:
- Caeoma trichophorum Link 1825
- Uredo trichophora (Link) Körn. 1877
- Ustilago holubii Syd. 1935[3].

## Morfologia
Zarodnie rozwijają się z lokalnie zagęszczonej grzybni zlokalizowanej w zewnętrznych komórkach miąższowych żywiciela. Mają kolor od oliwkowożółtego do żółtawobrązowego i wymiary 8–14 × 16–23 mm. Powstają w guzkowatych naroślach o chropowatej powierzchni otaczających cały pęd żywiciela. Narośla tworzą się na łodygach, zwłaszcza bezpośrednio nad węzłami. Później grzybnia strzępkowa przekształca się w galaretowatą masę, w której następnie rozwijają się zarodnie z zarodnikami. Zarodniki niemal kuliste, o średnicy 6,1–9,6 µm, czasami elipsoidalne, 4,4–6,9 × 8,1–12,7 µm, o barwie od szaropomarańczowej do brązowożółtej. Ściana ozdobiona brodawkami różnej wielkości.

## Hodowla
Na agarze ziemniaczano-dekstrozowym (PDA), agarze Sabouraud dekstrozowym (SDA) oraz w wodzie po 6 miesiącach przechowywania w suchych warunkach kiełkuje od 14 do 35%. Procent kiełkowania był wyższy, gdy zarodniki występowały w skupiskach. Pojedyncze zarodniki kiełkowały rzadko. Na PDA, SDA i w wodzie zarodniki wytworzyły przedgrzybnię po 16–24 godzinach. Zwykle była ona jednokomórkowa, czasami rozgałęziona u podstawy zarodników. Sporydia powstają na czubku przedgrzybni przez pączkowanie. Następnie przedgrzybnia rozwinęła się w kolonie. Setchall i Brefeld podali, że przedgrzybnia U. trichophora jest dwukomórkowa.
Na PDA, po 3 tygodniach wzrostu, U. trichophora wytwarzała żółtawo-białe do pomarańczowo-białych, zwarte, powierzchniowe kolonie o średnicy 3–3,5 cm. Grzybnia powietrzna tych kolonii tworzyła rozgałęzione, szkliste strzępki o szerokości 2-2,5 µm, składające się z podłużnie elipsoidalnych, szklistych komórek o ziarnistej zawartości. Z wiekiem kolonie stawały się skórzaste, a ich grzybnia powietrzna tworzyła liczne kuliste lub owalne konglomeraty z powodu fragmentacji strzępek.
Próby zainfekowania chwastnicy jednostronnej, zarówno poprzez inokulację nasion zarodnikami, jak i siewki wodną zawiesiną sporydiów nie powiodły się.